# Trabendo (album)
Pour la salle de concert parisienne, voir Le Trabendo.
 (septembre 2024).
Trabendo est un album des Négresses vertes sorti en 1999.

## Terminologie
Le nom de l'album fait référence au terme trabendo, né dans l'Ouest de l'Algérie et qui est tiré de l'espagnol « contrabando » signifiant contrebande.

## Liste des morceaux
1. Leila
2. Les mégots
3. Hasta llegar
4. Ce pays
5. Easy girls
6. Chien des ports
7. Ignacius
8. Green magic Leila
9. Route 99
10. Les années sans lumière